# Шнейдеров Давид Олексійович
Давид Олексійович Шнейдеров (нар. 9 серпня 1957, Москва, СРСР) —  російський кінознавець, теле-радіоведучий. Член Євразійської Академії телебачення і радіо та Експертної ради Гільдії кінознавців та кінокритиків Росії. Викладач вищої школи кіно і телебачення «Останкіно», творець програми «Сінеманія» на радіо «Срібний дощ» та одного з перших російських приватних театрів. Викладав і ставив спектаклі як режисер у США. Ведучий програм «Вища ліга» та «Театр починається» на телеканалі «Парк розваг», ведучий Радіо «Комсомольська правда».

## Життєпис
Давид Шнейдеров народився 9 серпня 1957 року в Москві. Батько — учений-економіст, мати — піаністка. Закінчив московську школу №201. Навчався у Московському державному педагогічному інституті, потім на режисерському факультеті Театрального училища ім. Щукіна. 
У 1985 році заснував один з перших приватних театрів у Москві. У 1990 році Давид Шнейдер їде в США. Основні місця роботи в Америці — «Chevy Chase Arts Workshop» (Вашингтон) і «Heliotrope Theatre» (Голлівуд, Лос-Анджелес). У США він викладає акторську майстерність, і ставить спектаклі з американським акторами англійською мовою. 
Після повернення в Росію у 1992 році, починає працювати на телебаченні. Починав кар'єру в Стаса Наміна у телекомпанії «еС-еН-Сі». 
У 1995 році створив «Сінеманія» — першу програму на російському телебаченні, присвячену легальному кіно та відеопрокату. Радіоверсія «Сінеманія» існує з 2002 року. 
З 2006 року на телеканалі «Парк розваг» Давид Шнейдер веде програми «Вища ліга», в якій зірки розповідають про свої улюблені фільми і програму «Театр починається», яка присвячена підготовці студентів у театральних вузах м Москви. 
Трорідний брат голлівудського актора Роба Шнайдера.

## Цікавинки
Дружить з Френсісом Фордом Копполою, сперечається з Едріаном Полом, відпочиває з Еріком Робертсом, вітає з днем народження Шерон Стоун, присутній на весіллі Міни Суварі та позичає гроші у Брюса Вілліса.

## Політичні погляди
У березні 2014 року, після російської інтервенції в Україну, разом з рядом інших відомих діячів науки і культури Росії висловив свою незгоду з політикою російської влади в Криму. Свою позицію вони виклали у відкритому листі